# フィリピン第四共和国

フィリピン共和国
Republika ng Pilipinas (フィリピノ語)
República de Filipinas (スペイン語)

国の標語: Maka-Diyos, Maka-Tao, Makakalikasan at Makabansa
（神、国民、自然、国への愛情のために）国歌: Lupang Hinirang（タガログ語）
最愛の地

東南アジアにおけるフィリピンの位置

単に「マルコス政権」とも呼ばれる。

フィリピン第四共和国（フィリピンだいよんきょうわこく）は、フィリピンの歴史の中で特に1965年から1986年までのフェルディナンド・マルコスによる政権を指す用語であり、単に「マルコス政権」とも呼ばれる。

## 概要
1965年12月30日、大統領に当選したマルコスは経済発展を第一に掲げ、外国資本を導入して工業化を実現する一方、農産物を輸出して外貨を獲得するなど農業と工業の両方を重視する政策を進め、また政治面では中央集権化を推し進め、所謂「開発独裁」と呼ばれる体制を作り上げた。
外交面ではアメリカとの関係を重視してベトナム戦争に参戦する一方で、社会主義国とも関係を樹立するなど硬軟織り交ぜた外交政策をとった。
しかし、憲法で三選が禁止されているにもかかわらず戒厳令を布告して強引に三選を果たすなど、独裁的な政治を行ったため国民の不満が爆発。1986年にコラソン・アキノらがエドゥサ革命を起こし、マルコス政権は崩壊した。